# Smylie Channel
Smylie Channel är ett sund i territoriet Falklandsöarna (Storbritannien). Det ligger i den västra delen av landet, 220 km väster om huvudstaden Stanley.